# タンボ川

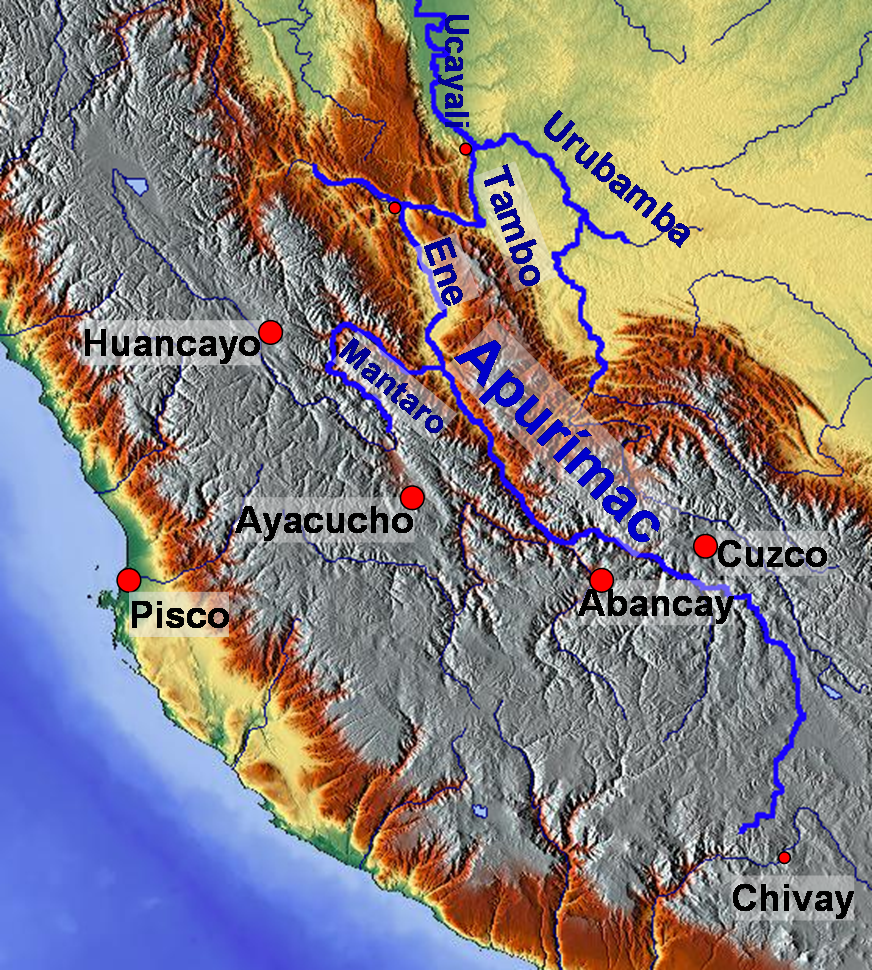
タンボ川および、その関連河川

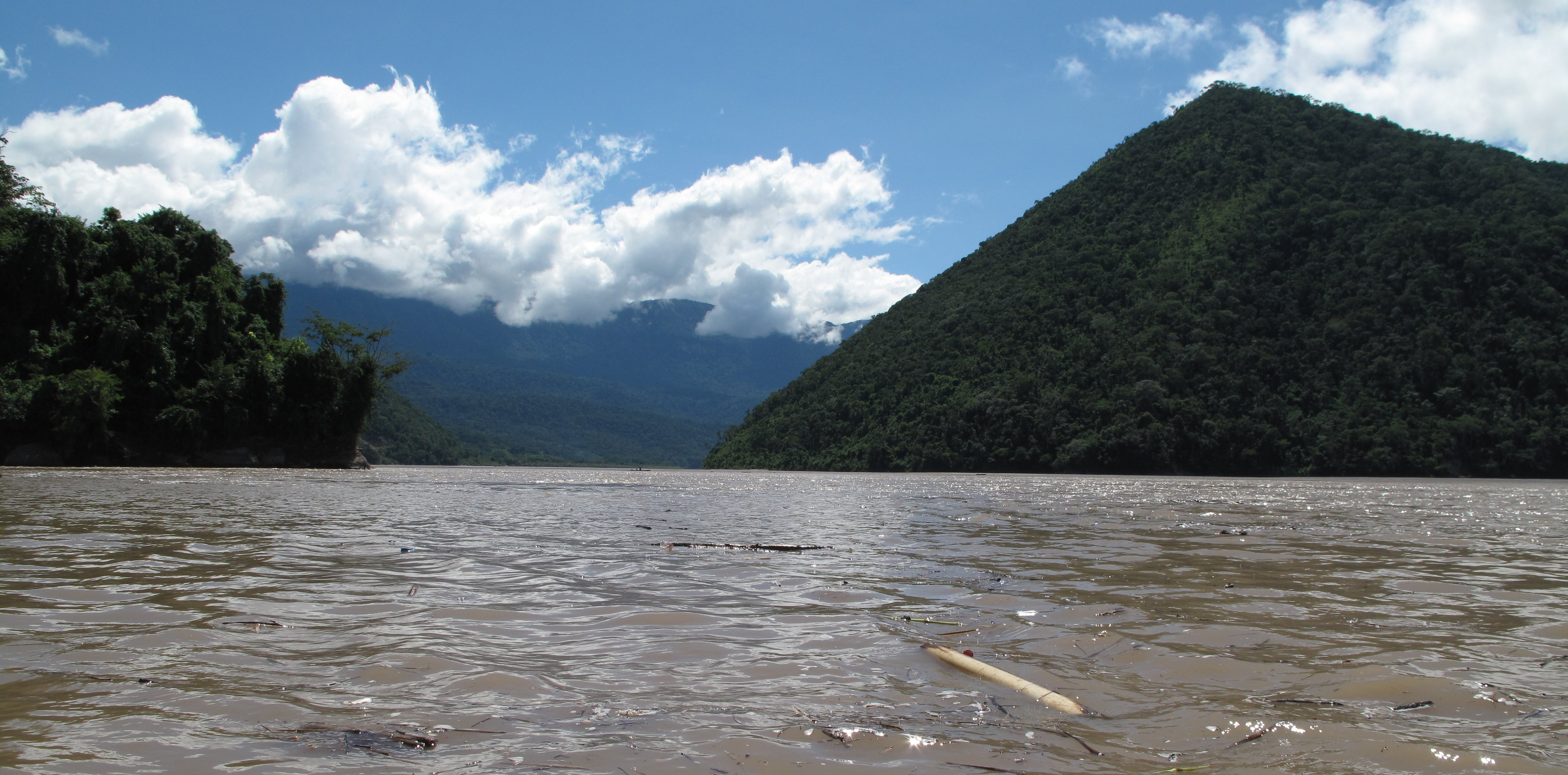
プエルト・プラドから見たタンボ川

タンボ川（タンボがわ）はペルーのアンデス山脈東側を流れる川。アマゾン川の上流部の一部。この名前を持つものは比較的短い、約159kmの区間である。プエルト・プラドの町の場所でのエネ川とペレネ川の合流地点からタンボ川となり、東へ70km流れた後北へ向きをかえ、アタラヤの町でウルバンバ川と合流してウカヤリ川となる。